# Ney (strumento musicale)
Il ney (detto anche nai, nye o nay) è un flauto caratteristico soprattutto della musica tradizionale colta della Persia, della Turchia e di altri paesi del Medio Oriente, anche se è ampiamente diffuso nella musica popolare di diverse zone del Mediterraneo e dell'Asia occidentale. In alcune di queste tradizioni musicali è l'unico strumento a fiato utilizzato.La musica suonata con il ney è considerata la prima musica creata dall'uomo: gli iraniani furono i primi a crearla e ciò può essere dimostrato dalla rappresentazione dl ney nei dipinti lasciati migliaia di anni fa.
È uno strumento antichissimo: vi sono raffigurazioni del ney nelle piramidi egiziane e alcuni suoi esemplari sono stati trovati negli scavi a Ur. Ciò indica che il ney è stato utilizzato ininterrottamente per circa 5000 anni, il che lo rende uno dei più antichi strumenti musicali ancora in uso.

## Caratteristiche
Il ney o nay (vocalizzazioni differenti, rispettivamente in persiano-turco la prima e in arabo la seconda, del gruppo consonantico arabo nun+ya, che significa appunto “canna”) è un flauto del tipo “a imboccatura semplice”, ricavato da una canna svuotata, aperta alle due estremità, tenuta obliquamente dall’esecutore e soffiata sul bordo, senza alcun tipo di imboccatura: il suono è prodotto dal solo frangersi della colonna d’aria, opportunamente indirizzata, contro il bordo superiore dello strumento, opposto a quello nelle cui adiacenze sono presenti i fori.
La canna che costituisce lo strumento è tipicamente l’Arundo donax (detta anche “canna da musica” o “canna di Provenza”), graminacea assai diffusa su tutte le sponde del Mediterraneo, fatta seccare naturalmente o artificialmente e sulla quale vengono ricavati i fori (più recentemente si sono diffusi anche modelli in plastica).
Lo strumento si cristallizzò, nei paesi arabi, in una forma ben definita: la canna doveva presentare otto nodi che dividevano la canna stessa in nove segmenti; su di essa venivano praticati sette fori circolari, sei anteriori (in due gruppi equidistanti di tre) e uno posteriore. Tutto ciò aveva precisi significati simbolici.

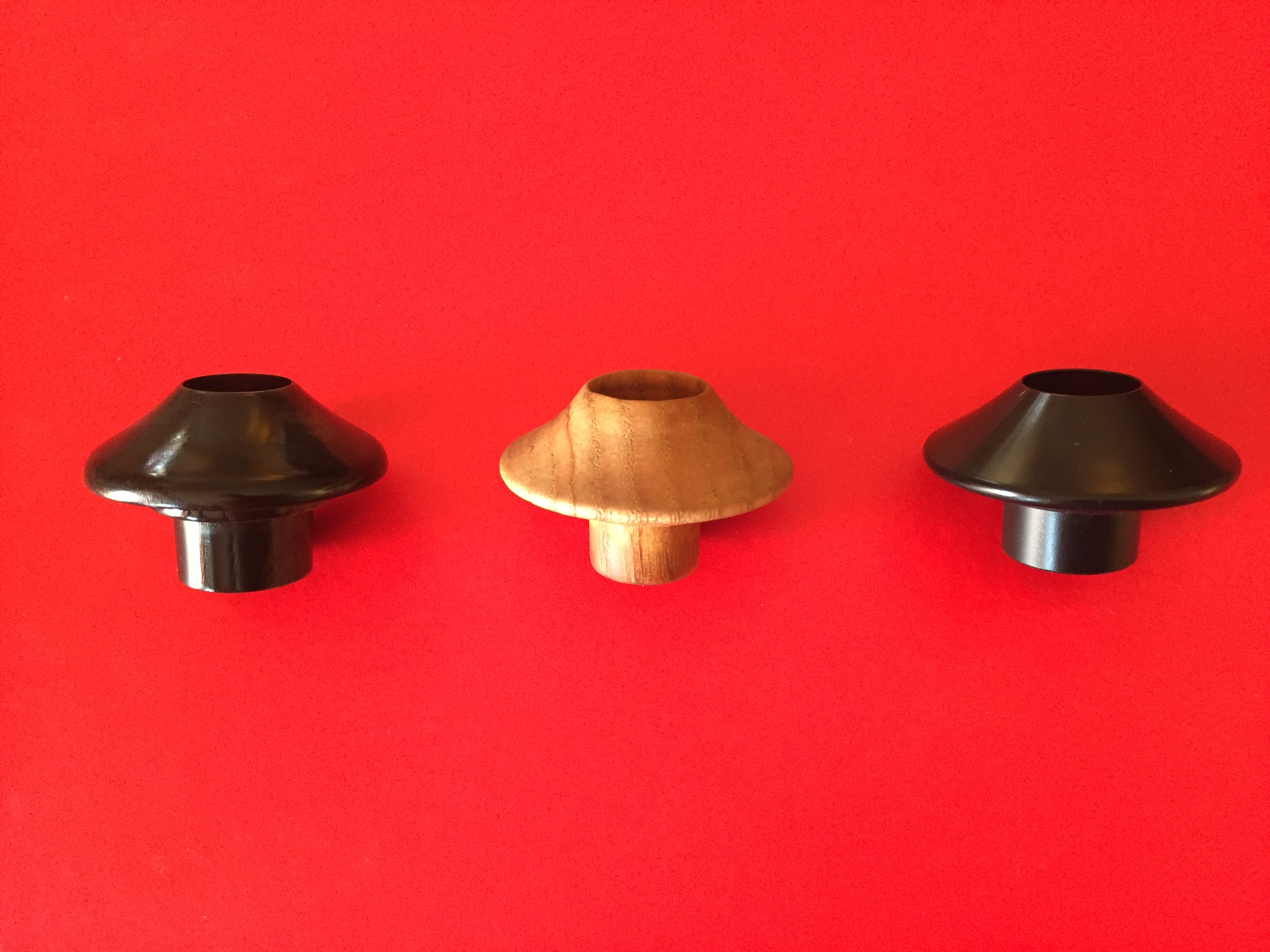
Tre başpâre turchi: (da sinistra) in osso di bufalo, in legno, in materiale plastico

A partire dalla fine del XVI secolo, in area turca, si cominciò ad applicare sull’apertura superiore dello strumento una caratteristica imboccatura a tronco di cono, detta başpâre (letteralmente, “poggia labbra”), in legno, corno, osso o avorio (al giorno d’oggi, anche in materiale plastico), che permetteva una migliore affilatura del bordo stesso e di conseguenza un più efficace indirizzo della colonna d’aria. Inoltre, rispetto ai modelli arabi, quelli turchi erano più lunghi, il che favoriva l’emissione di suoni più gravi, peculiari al repertorio musicale turco, dal carattere più meditativo.
In ambito persiano, invece, a partire dalla fine dell’Ottocento e in area colta, lo strumento si andò differenziando per la presenza sulla canna di soli sei nodi (e sette segmenti) e di sei fori, cinque anteriori e uno posteriore.
Inoltre, dal primo Novecento, in ambito persiano colto (ad opera di Nayeb Asadollah, che probabilmente la riprese dal Turkmenistan), la tecnica labiale di produzione del suono venne sostituita con quella dentale: il bordo dello strumento veniva posto tra i due incisivi superiori e l’aria era indirizzata nella canna per mezzo della lingua.
Vi sono diversi tipi di ney a seconda della lunghezza della canna: i loro nomi derivano dal nome della nota prodotta lasciando aperto il primo foro inferiore. Così un ney kız produrrà, col foro inferiore aperto, la nota "kız" (il nome che nella nomenclatura musicale turca corrisponde ad un La(A) ); un ney mansur produrrà un "mansur" (Sol(G) e così via.
Questi sono i tipi principali di ney nella tradizione iranica:
1. Rāst راست
2. Nai Nai, la versione utilizzata in RomaniaDukāh دوكاه
3. Būsalīk بوسليك
4. Ǧahārkāh جهاركاه
5. Nawā نوا
6. Ḥuseini حسيني
7. ‘Aǧam عجم

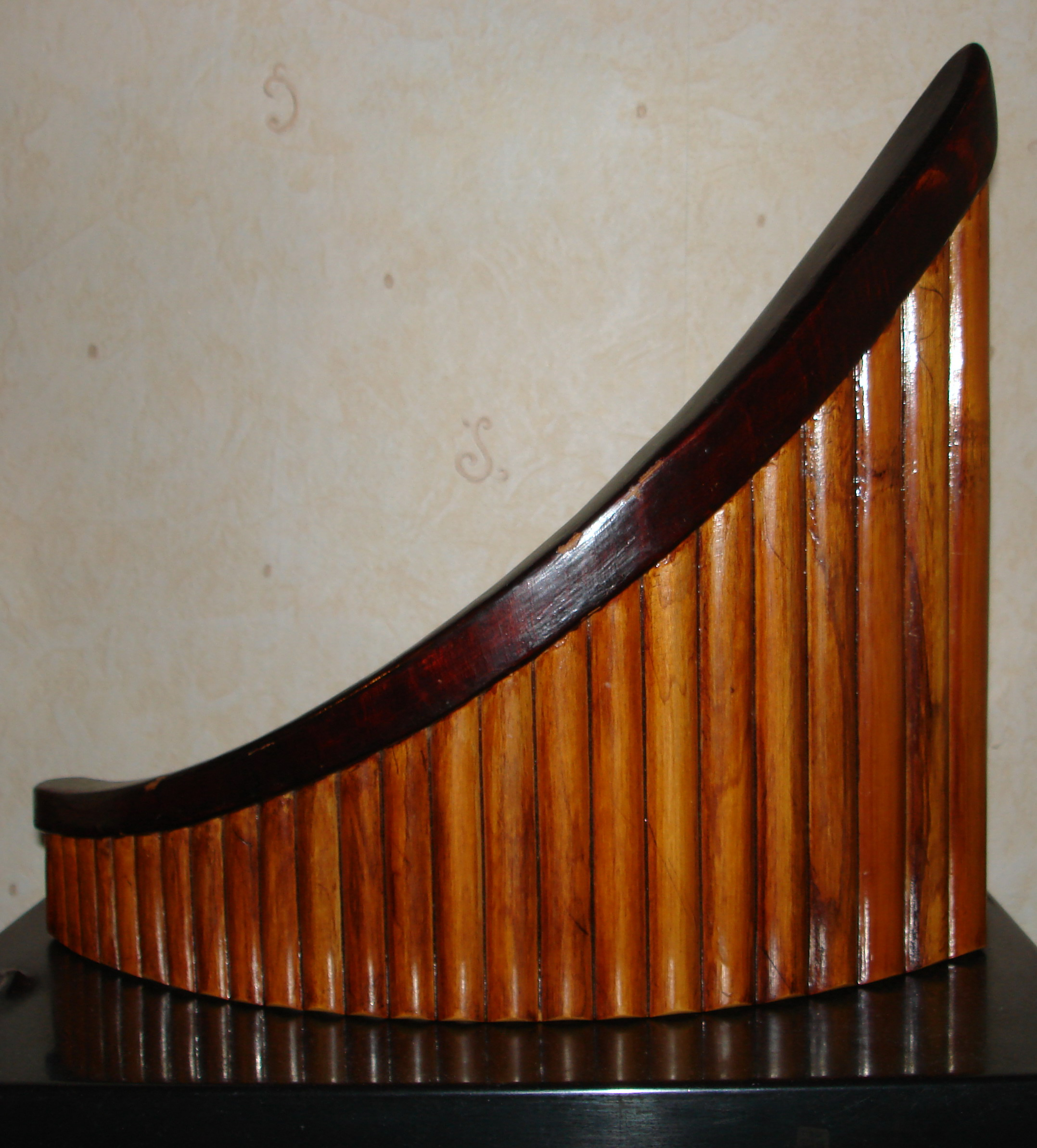
Nai Nai, la versione utilizzata in Romania

In Turchia ad essi corrispondono i tipi seguenti:
| Nomenclatura del Ney Turco             | Misura       | Toni                   |
| Bolâhenk Nısfiye (Main harmony)        | 505-525 mm   | Mi (E Dördüncü Aralık) |
| Bolâhenk-Sipürde Mâbeyni (Mid harmony) | 545-565 mm   | Mi bemol (Eb)          |
| Sipürde (Main harmony)                 | 570-600 mm   | Re (D)                 |
| Müstahsen (Mid harmony)                | 605-635 mm   | Do diyez (#C)          |
| Yıldız (Main harmony)                  | 640-670 mm   | Do (C)                 |
| Kız (Main harmony)                     | 680-720 mm   | Si (B)                 |
| Kız-Mansur Mâbeyni (Mid harmony)       | 730-760 mm   | Si (Bb)                |
| Mansur (Main harmony)                  | 770-810 mm   | La (A)                 |
| Mansur-Şah Mâbeyni (Mid harmony)       | 820-860 mm   | La bemol (Ab)          |
| Şah (Main harmony)                     | 865-890 mm   | Sol (G)                |
| Dâvud (Main harmony)                   | 900-940 mm   | FA diyez (#F)          |
| Dâvud-Bolâhenk Mâbeyni (Mid harmony)   | 960-1000 mm  | Fa (F)                 |
| Bolâhenk (Main harmony)                | 1010-1040 mm | Mi (E Birinci çizgi)   |

L’esecutore ha a disposizione i suoni fondamentali e i primi tre armonici (cinque, per gli esecutori più esperti). L’estensione dello strumento è di circa due ottave e mezzo; inoltre, chiudendo parzialmente i fori (ma anche cambiando l’inclinazione dello strumento e la posizione delle labbra e della testa), si può produrre tutta la complessa serie di microintervalli della tradizione musicale araba e turca-iranica.

## Storia
Questo strumento si ritrova identico presso tutte le civiltà antiche fiorite sui grandi fiumi, a partire da quella egizia fino a quella mesopotamica ed indiana.
Esemplari di ney provenienti dall’Egitto faraonico (III Dinastia, 3300-2370 a.C.) sono conservati al British Museum e al Museo egizio (Il Cairo): essi sono del tutto simili a quelli tuttora in uso in molte parti del Mediterraneo. Le testimonianze iconografiche di bassorilievi egiziani (come quello proveniente dalla tomba di Akhétep, oggi conservato nel Museo del Louvre) attestano una postura esecutiva identica a quella odierna, mentre le iscrizioni ci tramandano il suo nome antico: saibit.
Dall’Egitto pare che lo strumento si diffondesse in epoche successive dapprima in Mesopotamia (dove era chiamato tigi), poi verso la Persia e la penisola arabica.
Oggi, seppure talvolta con nomi differenti, lo strumento ha una diffusione assai ampia, che va dal bacino del Mediterraneo a tutta l’area balcanica, dalla zona dell’Ucraina fino all’India e allo Yemen.
È tuttavia in particolare nella tradizione della musica colta persiana e turca che lo strumento assunse un ruolo di rilievo e repertori specifici.

## Il ney nella tradizione musicale colta turca
Presente in ogni formazione musicale (sia in ambito popolare sia negli ensemble di corte del sultano ottomano), il ney assunse un ruolo protagonistico per l’importanza ad esso attribuita nell’esoterismo islamico, per merito del poeta mistico persiano Gialal al-Din Rumi.
Il suo poema maggiore, il Masnavī, ha inizio con un proemio interamente dedicato al ney, strumento simbolo della condizione umana: come la canna è stata separata dal canneto, così l’uomo vive la separazione dal suo Creatore.
(Gialal al-Din Rumi, Masnavī, trad.it.di Alessandro Bausani)

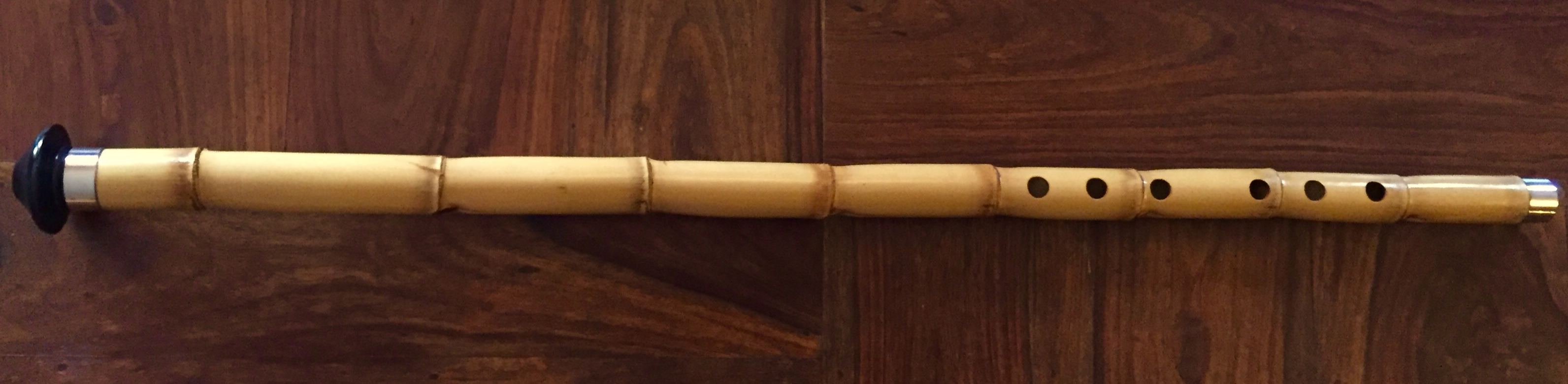
Ney "kız" turco

Fin dal IX sec.d.C. era diffusa nei circoli sufi di Baghdad una pratica di ascolto del Corano chiamata samāʿ, nel corso della quale ben presto si introdussero componimenti poetici e musica.
Per opera in particolare di Hüsameddin Çelebi (1225-1284), primo successore di Rumi alla guida della confraternita mevlevi sorta attorno al poeta persiano, il samāʿ assunse forme e struttura più precise e ritualizzate, prevedendo poesia (dello stesso Rumi e del figlio Sultân Bahâ-ud-Dîn Walâd), musica e danza (dei cosiddetti dervisci rotanti): in questi riti, denominati âyin, âyin-i şerif e mukabele, significativa era la presenza della musica.
I gruppi strumentali coinvolti prevedevano diversi suonatori di ney, suonatori di tanbur, di kemençe, di kanun, percussioni e voci.
Data l’enfasi simbolica attribuita al ney da Rumi, lo strumento assunse presto un ruolo dominante in questo tipo di ensemble: strumento melodico per eccellenza, capace di imitare in modo suggestivo la voce umana con tutte le sue inflessioni (come ricorda nel 1787 l’abate veneziano Giambattista Toderini nelle sue memorie di viaggio in Turchia), al ney veniva affidato l’importante compito di introdurre, attraverso una improvvisazione detta taqsim (taksim in turco), il modo o maqam (in turco, makam) sul quale si sarebbero impiantati tutti i successivi brani del samāʿ.
Gli stessi suonatori di ney (detti in turco al singolare neyzen o nâyi, al plurale neyzenler) mantenevano un ruolo di primo piano nella confraternita mevlevi; ogni epoca aveva il suo kutb-u nâyi (letteralmente, “polo del suonatore di ney”), che era non solo un maestro dello strumento, ma un vero e proprio punto di riferimento spirituale (come rivela il termine “tecnico” kutb, “polo”, assai importante nel Sufismo).
Imparare a suonare il ney, infatti, non significava solamente apprendere aspetti tecnico-stilistici esecutivi, ma implicava profonde connotazioni iniziatiche in quanto gli insegnamenti comunicati permettevano di entrare a far parte di una vera e propria catena spirituale (silsilah): colui che aveva formulato la chiara intenzione (niyya) di imparare lo strumento, doveva fare le sue abluzioni e, in uno stato di purezza spirituale, presentarsi al maestro accompagnato da due confratelli che garantivano delle sue qualificazioni morali; dopo il triplice saluto rituale, maestro e allievo si ponevano in ginocchio l’uno di fronte all’altro e il maestro gli rivelava che ogni soffio nella canna equivaleva alla ripetizione della parola sacra Hû (“Egli”, ovvero Dio).
Solo successivamente cominciava l’insegnamento vero e proprio dello strumento, che avveniva per imitazione in uno stretto rapporto maestro-allievo, ma che comprendeva anche la comunicazione di aspetti di ordine più ampio e profondo rispetto a quelli meramente musicali.
Alcuni dei principali neyzenler della tradizione musicale turca che ebbero il titolo di kutb-u nâyi, ancora oggi venerati, furono Hamza Dede (XIII sec. d.C.), amato dallo stesso Rumi; Osman Dede (1652?-1729); Hamza Dede II (?-1790?); Şeyh Said Dede (?-1856).
Con la proclamazione della Repubblica (1923) e la rimozione forzata di tutto ciò che veniva etichettato come retaggio del passato in favore del progetto di una Turchia “moderna” che ricalcasse i modelli europei, si ordinò anche la chiusura ufficiale di tutti i centri mevlevi (1925).
Questo comportò la quasi totale scomparsa della tradizione musicale colta turca legata a quei centri, sopravvissuta solo in clandestinità fino alla fine degli anni ‘50 del Novecento, quando il Ministero della Cultura permise di riportare alla luce le cerimonie dei dervisci a Konya.
Indubbiamente però la catena iniziatica rappresentata dalle figure di kutb-u nâyi venne irrevocabilmente compromessa.
Al giorno d’oggi in ambito turco si riconoscono grandi figure di maestri e di virtuosi di ney, indipendentemente tuttavia dal fatto che siano effettivamente legate a confraternite sufi.
Tra i maggiori neyzenler del Novecento vanno ricordati Aziz Bey (1884-1935), l’eccentrico poeta satirico Neyzen Tevfik (1879-1953), Halil Can (1905-1973), Hayri Tümer (1902?-1973); Halil Dikmen (1906-1964), il suo celebre allievo Niyazi Sayın (1927) e gli allievi di quest’ultimo, Sadreddin Özçimi (1955) e Salih Bilgin (1960); l’altrettanto celebre Aka Gündüz Kutbay (1934-1979, noto fuori della Turchia anche per l’apparizione nel film Incontri con uomini straordinari di Peter Brook); infine, la famiglia Erguner: Süleyman Erguner Dede (1902-1953), il figlio Ulvi Erguner (1924-1974) e i nipoti Kudsi Erguner (1952) e Süleyman Erguner (1957).
In particolare a questi ultimi si deve il grande merito di aver fatto conoscere il ney fuori dai confini della Turchia, attraverso concerti, la pubblicazione di CD, seminari e corsi d’insegnamento.
Kudsi Erguner, autore di numerosi testi fondamentali, celebrato neyzen e maestro di ney, è anche il fondatore del Centre Mevlâna, a Parigi, nel quale si studiano aspetti relativi alla musica sufi, ma anche al pensiero e alla poetica di Rumi e alla tradizione mevlevi; ha utilizzato il suo strumento anche per numerosi esperimenti di contaminazioni musicali, testimoniate dalle numerose incisioni al suo attivo col gruppo strumentale che porta il suo nome.
Süleyman Erguner, anch’egli noto neyzen e maestro, custode dei segreti dell’antica tradizione costruttiva di questo strumento, è anche l’autore del primo Metodo completo per ney; inoltre, assieme alla moglie Alev Erguner, cantante e suonatrice di kanun, ha al suo attivo numerosissimi concerti in tutto il mondo.